# Capsorubina
La capsorubina è un carotenoide di colore rosso presente nei peperoni e nella spezia da questi ottenuta, la paprica.